# Discografia de La Sad
La discografia de La Sad, gruppo musicale italiano formatosi nel 2020, si compone di due album in studio e dodici singoli.

## Album

### Album in studio
| Anno | Titolo | Classifiche | Certificazioni |
| Anno | Titolo | ITA         | Certificazioni |
| ---- | --- | ----------- | -------------- |
| 2022 | Sto nella Sad - Pubblicato: - 14 gennaio 2022 (standard) - 16 dicembre 2022 (deluxe) - Etichetta: La Sad Ent. - Formati: CD, download digitale, streaming | 30          | - ITA: Oro     |
| 2024 | Odio La Sad - Pubblicato: 5 aprile 2024 - Etichetta: La Sad Ent., M.A.S.T., Believe - Formati: CD, LP, download digitale, streaming                       | 3           |                |

## Singoli

### Come artisti principali
| Anno                                           | Titolo                  | Classifiche | Certificazioni | Album di provenienza |
| Anno                                           | Titolo                  | ITA         | Certificazioni | Album di provenienza |
| ---------------------------------------------- | ----------------------- | ----------- | -------------- | -------------------- |
| 2020                                           | Summersad               | —           |                | /                    |
| 2020                                           | Psycho Girl             | —           |                | Sto nella Sad        |
| 2021                                           | Miss U                  | —           |                | Sto nella Sad        |
| 2021                                           | 2nite                   | —           |                | Sto nella Sad        |
| 2021                                           | Summersad 2             | —           |                | Sto nella Sad        |
| 2021                                           | Niente x sempre         | —           |                | Sto nella Sad        |
| 2022                                           | Wale Rmx (con i Dari)   | —           |                | /                    |
| 2022                                           | Summersad 3             | —           |                | Sto nella Sad Deluxe |
| 2023                                           | Toxic                   | 35          | - ITA: Platino | Sto nella Sad Deluxe |
| 2023                                           | Summersad 4 (con Naska) | —           |                | Odio La Sad          |
| 2023                                           | Memoria (con i Bnkr44)  | —           |                | Odio La Sad          |
| 2024                                           | Autodistruttivo         | 17          | - ITA: Platino | Odio La Sad          |
| "—" indica una pubblicazione non classificata. |                         |             |                |                      |

## Altri brani entrati in classifica
| Anno | Titolo                                           | Classifiche | Certificazioni | Album di provenienza |
| Anno | Titolo                                           | ITA         | Certificazioni | Album di provenienza |
| ---- | ------------------------------------------------ | ----------- | -------------- | -------------------- |
| 2024 | Maledetta vita (con i Pinguini Tattici Nucleari) | 89          |                | Odio La Sad          |

## Collaborazioni
| Anno | Artista           | Brano                              | Album di provenienza |
| ---- | ----------------- | ---------------------------------- | -------------------- |
| 2024 | Articolo 31       | La fiera del cringe (feat. La Sad) | Protomaranza         |
| 2025 | Donatella Rettore | Beepolare (feat. La Sad)           | Antidiva Putiferio   |

## Videografia

### Video musicali
| Anno | Titolo                        | Regista         |
| ---- | ----------------------------- | --------------- |
| 2020 | Summersad                     | Tommy Antonini  |
| 2020 | Psycho Girl                   | Tommy Antonini  |
| 2021 | Miss U                        | Tommy Antonini  |
| 2021 | 2nite                         | Tommy Antonini  |
| 2021 | Summersad 2                   | Tommy Antonini  |
| 2021 | Niente x sempre               | Tommy Antonini  |
| 2022 | Sto nella Sad                 | Tommy Antonini  |
| 2022 | Summersad 3                   | Tommy Antonini  |
| 2023 | Toxic                         | Bruno Nogarotto |
| 2023 | Summersad 4 (con Naska)       | Bruno Nogarotto |
| 2024 | Autodistruttivo               | Saku            |
| 2024 | Goodbye (con gli Articolo 31) | Bruno Nogarotto |